# Ragazzo

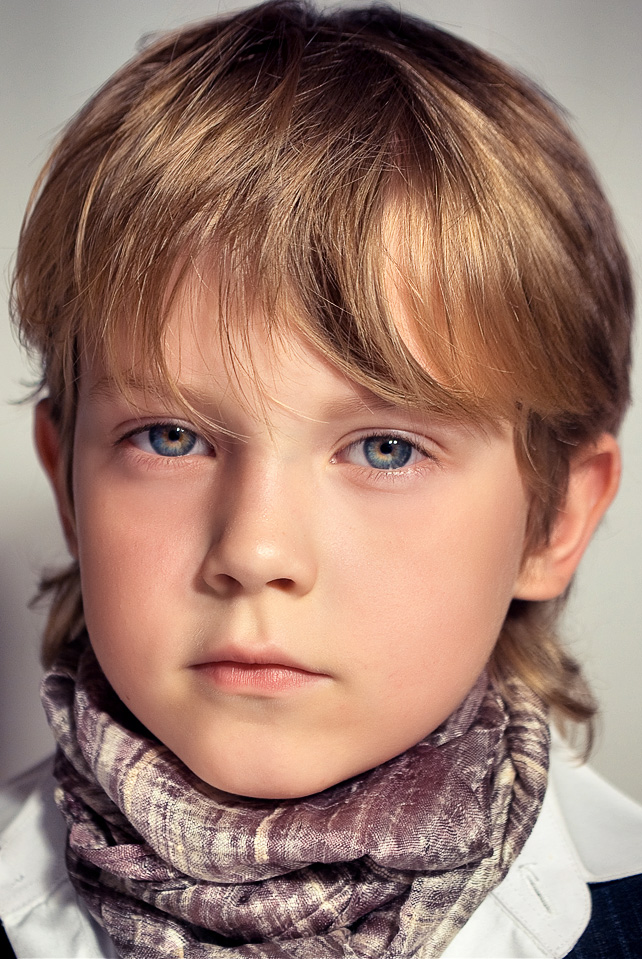
Ragazzo russo

Per ragazzo, dal latino medievale ragatius, si intende un giovane essere umano di sesso maschile, solitamente un bambino o un adolescente. Il termine può essere adoperato per riferirsi alle sue peculiarità biologiche sessuali, o per denotare la leggerezza, l'immaturità o la minore età che lo distingue dall'adulto.

## Etimologia
L'etimologia del termine ragazzo è tuttora incerta. Secondo alcune ipotesi potrebbe derivare dall'arabo magrebino raqqās (al plurale raqqāsīn), che significa «fattorino», «corriere», «messaggero», e in senso più ampio «garzone», in quanto addetto a mansioni servili. Un'altra possibile derivazione è quella dal greco antico ῥάκος (rákos), cioè «straccio», «cencio», che per estensione avrebbe passato a indicare chiunque vesta miseramente. In entrambi i casi il vocabolo avrebbe perso la sua connotazione principale, mantenendo solo quella della giovane età.
Dante Alighieri ad esempio utilizzava la parola ragazzo ancora col significato di «mozzo di stalla».
Il termine inglese corrispondente è boy, riferito ai soli maschi, mentre le parole youth, teenager e adolescente possono indicare entrambi i sessi. In latino vi è il termine pubes, da cui deriva «pubertà», per i soli ragazzi, che prende il nome dai peli incipienti del corpo maschile, sul viso e la zona genitale.

## Caratteristiche

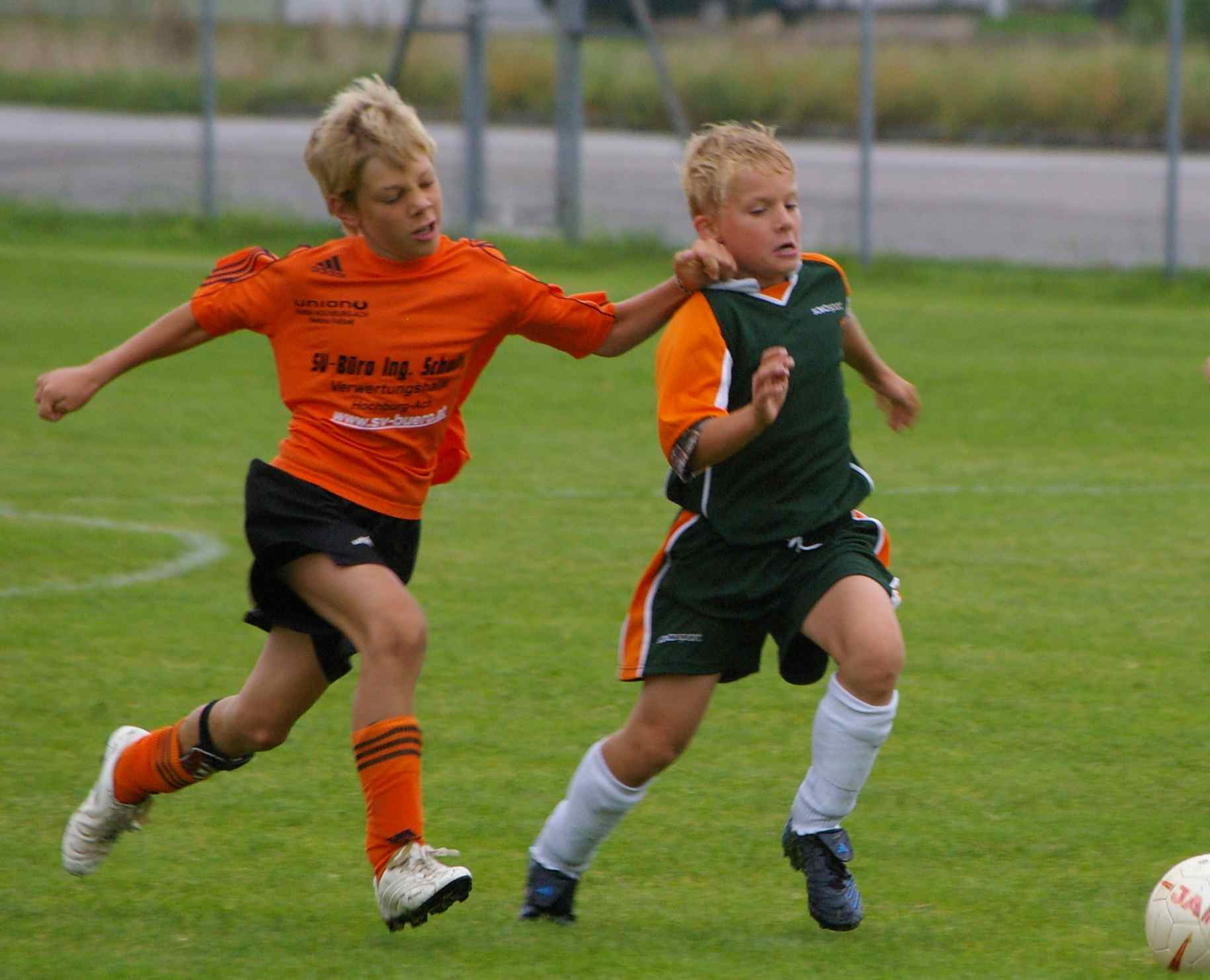
Ragazzi che giocano a calcio

I dibattiti in corso sulla dicotomia tra natura e cultura nel plasmare il comportamento umano riguarda la questione se i ruoli svolti dai ragazzi e dalle ragazze siano principalmente il risultato di differenze innate o della socializzazione. Le immagini dei ragazzi nell'arte, nella letteratura e nella cultura popolare spesso dimostrano modalità di comportamento con caratteri distintivi rispetto al sesso femminile. 
In alcune culture mediorientali, le caratteristiche attribuite alla fanciullezza maschile includono tratti fisiologici associati alla preadolescenza, come l'assenza di peli pubici e l'incapacità di eiaculare.

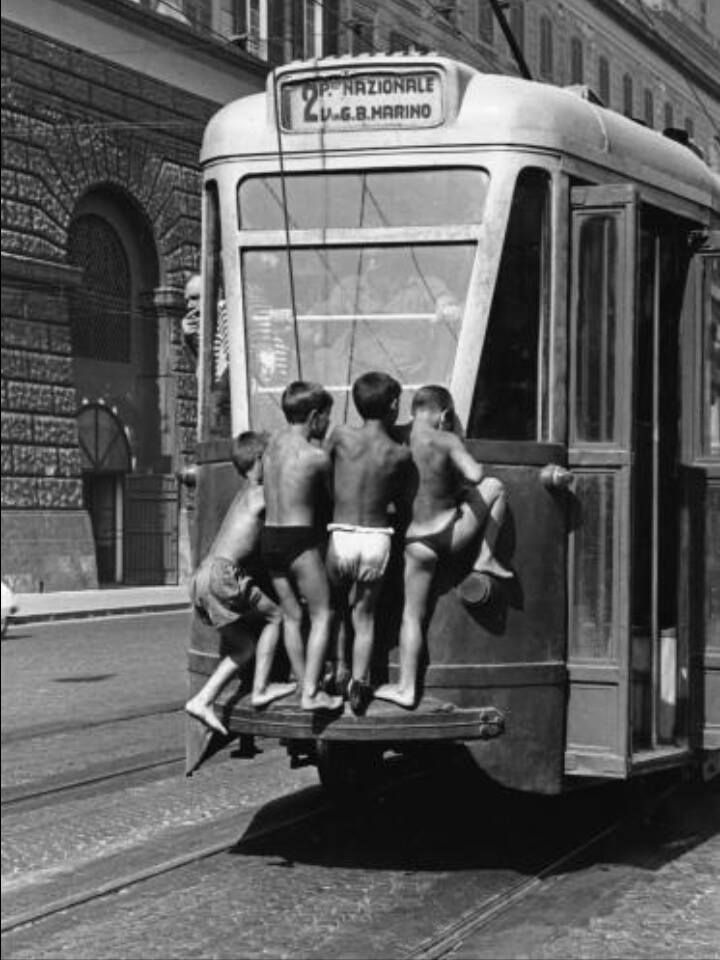
Ragazzini di Napoli aggrappati ad un tram

In ogni caso il limite di età fra un ragazzo ed un uomo adulto non è chiaramente definito, ma dipende piuttosto dal contesto e persino dalle circostanze individuali. Un giovane che non ha ancora assunto i ruoli tradizionali dell'età matura potrebbe venire chiamato ragazzo. 
In alcune tradizioni si dava importanza a precisi riti culturali o religiosi di passaggio che servivano a segnare l'entrata nell'età adulta. In ambito cattolico tale passaggio corrisponde alla cresima.
Anche l'abbigliamento può sottolineare la differenza tra ragazzi e uomini adulti, ad esempio quando, nell'epoca anteriore al Sessantotto, dall'uso abituale dei calzoncini si passava a quello dei pantaloni lunghi, oppure nel modo di presentarsi più o meno socialmente accettato, laddove in vari contesti culturali i ragazzi possono essere visti pubblicamente nudi mentre gli uomini non lo sono.

## Ragazzi nell'arte
Molti ragazzi della mitologia sono stati spesso raffigurati nelle arti, ad esempio il figlio di Venere, Cupido, giovane dio dell'amore che egli stesso "trasmette" agli esseri umani scagliando le sue frecce; in alcune epoche stilistiche come quella rinascimentale si moltiplicano anche le rappresentazioni di bambini nudi chiamati putti.
Nell'arte religiosa, dove generalmente predominano gli adulti, vi sono alcune eccezioni marcate e stereotipate come Gesù bambino, oppure angioletti che possono apparire come putti "cristianizzati".
Nei libri per bambini del folclore inglese, gli elfi sono spesso raffigurati come dei ragazzini dispettosi, molto piccoli con orecchie a punta e capelli biondi.
Nell'arte del ritratto, i minori ricorrono meno frequentemente degli adulti, salvo nelle pose delle famiglie benestanti, dove gli eredi sono presentati come partecipi del loro prestigio sociale in vista di futuri matrimoni e successioni, generalmente come mini-adulti o giovani stereotipati, ad esempio nel gioco o in accoglienti scene domestiche.

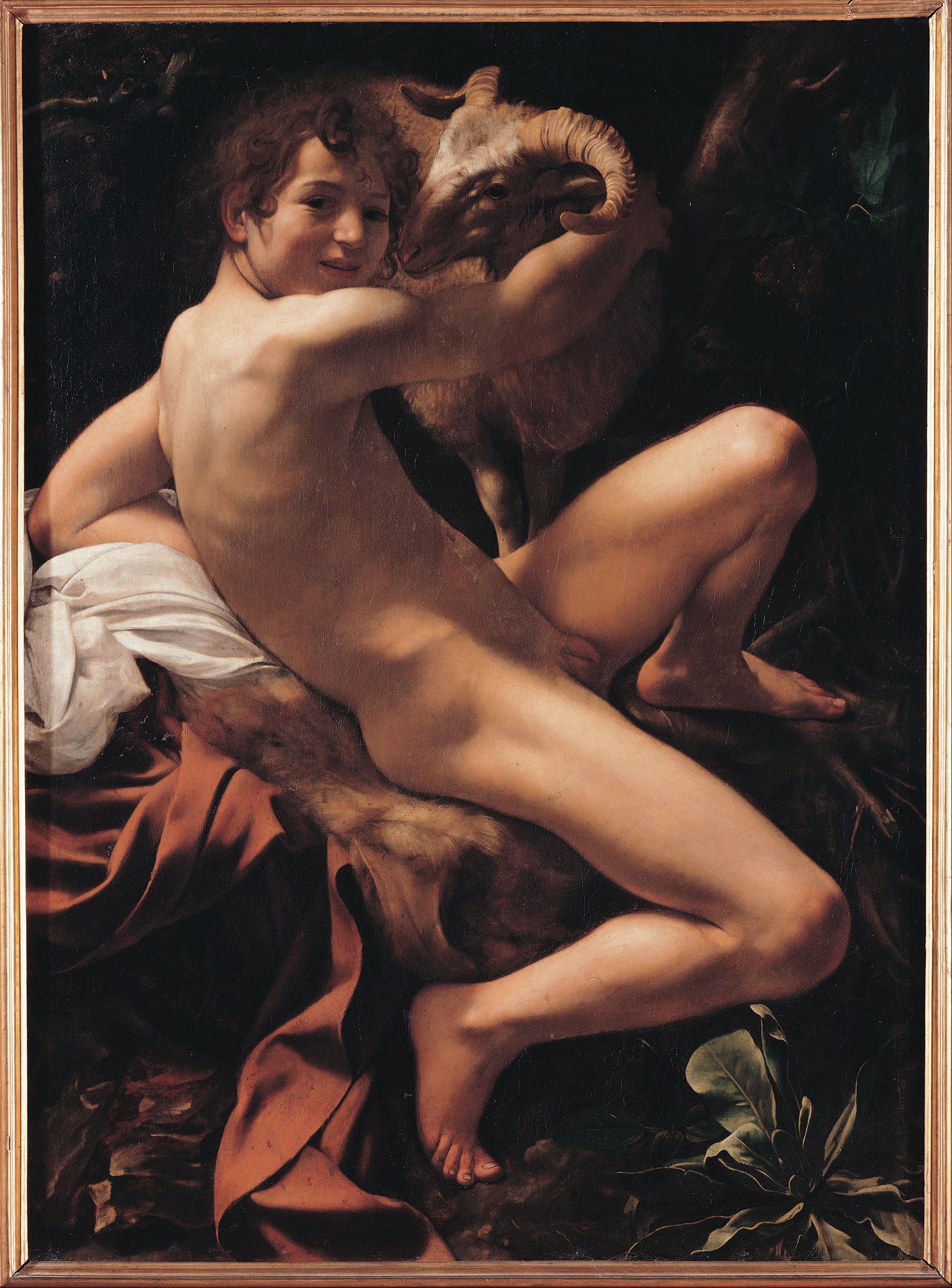
Giovane con un montone di Caravaggio (1602), raffigurante San Giovanni Battista da ragazzo

Alcuni artisti hanno mostrato una chiara predizione per scene comprendenti ragazzi, in alcuni casi ritenuta attinente con un certo gusto omoerotico, come si è ipotizzato per il celebre maestro Caravaggio, o per Henry Scott Tuke.
Nella musica, le voci bianche dei ragazzi sono state più ricercate, soprattutto perché quelle femminili venivano considerate inappropriate non essendo le donne ammesse nelle cantorie delle chiese e in certa musica teatrale: questo ha portato anche alla pratica dell'evirazione fisica per inibire chirurgicamente l'impulso ormonale alla virilità, ed evitare così che le loro voci "angeliche" subissero la muta vocale: per secoli infatti i cantanti castrati, che hanno unito la bravura e l'esperienza degli adulti con un registro acuto, hanno recitato in ruoli da contralto, principalmente in opere liriche.
In letteratura, Giacomo Leopardi nella sua poetica esalta con nostalgia l'età in cui era ragazzo, alla quale attribuisce l'unica condizione di felicità nell'arco dell'intera vita dell'uomo, dovuta all'attesa febbrile dell'età adulta, destinata però a svanire come una mera illusione.
Garzoncello scherzoso,

Cotesta età fiorita

È come un giorno d'allegrezza pieno,

Giorno chiaro, sereno,

Che precorre alla festa di tua vita.

Godi, fanciullo mio; stato soave,

Stagion lieta è cotesta.

Altro dirti non vo'; ma la tua festa

Ch'anco tardi a venir non ti sia grave.

(Giacomo Leopardi, da Il sabato del villaggio, vv. 43-51)

## Usi specifici del termine
Nel gergo militare, l'espressione «i nostri ragazzi» viene comunemente usata per designare i soldati di una nazione, spesso con simpatia. Date le esigenze fisiche richieste in ambito bellico, le reclute devono preferibilmente trovarsi nel massimo vigore dell'età, sebbene i professionisti adulti rimangono inclusi nella denominazione finché restano in servizio. Nell'Impero ottomano, le giovani reclute militari a vita, spesso arruolate a forza con la pratica del devscirme, venivano ufficialmente chiamate acemi oglanlar («ragazzi novizi»).
Termini specifici si riferiscono inoltre a minori utilizzati nelle forze armate, un esempio sono i ragazzi del '99.
In ambito commerciale il termine ragazzo descrive posizioni di tipo tirocinante, come un apprendista o il «ragazzo di bottega».
Alcuni impieghi richiedono una formazione o una qualifica talmente limitata da poter essere facilmente svolti da studenti, e quindi tendono ad essere occupati per lo più o esclusivamente da minori, in quanto non sarebbe conveniente assumere un adulto dal punto di vista economico. Ne sono esempi i mestieri di fattorino, messaggero, ed altri che assumono un nome specifico, generalmente anglosassone, a seconda del prodotto da consegnare, come ad esempio paperboy, pizza boy e via dicendo.

### Varianti dialettali
Denominazioni dialettali di ragazzo, spesso con una vena affettuosa, sono in Lombardia toso, come pure in Veneto dove si usa anche fio, in Umbria bardasso, nel Lazio ragazzino, in Abruzzo quatrano, in Campania guaglione, in Salento vagnone, in Sicilia caruso o picciotto.